# The Roue’s Heart
The Roue’s Heart (deutsch: Das Herz des Frauenhelden) ist ein US-amerikanisches Filmmelodram des Regisseurs David Wark Griffith aus dem Jahr 1909. Das Drehbuch schrieb ebenfalls David Wark Griffith, der Stummfilm ist eine Produktion der American Mutoscope and Biograph Company.

## Handlung
Die Handlung ist im französischen Adel angesiedelt. Monsieur Flamant ist ein Frauenheld und Lebemann, im Englischen als rake oder roue bezeichnet. Flamant kann sich durch seinen grenzenlosen Reichtum jeden denkbaren Luxus und Zeitvertreib leisten. Dennoch fühlt er sich oft niedergeschlagen und von den Schmeichlern in seiner Umgebung angewidert. Auf der Suche nach Zerstreuung geht er in eine Kunstgalerie. Dort bemerkt er eine junge Frau, die eine bezaubernde Skulptur zum Verkauf anbietet. Von dem Kunstwerk und seiner Verkäuferin angezogen, kauft er die Skulptur auf der Stelle und folgt der Verkäuferin nach Hause.
Dort erfährt er, dass die Verkäuferin das Hausmädchen der Bildhauerin ist, bei deren Anblick er sich auf der Stelle unsterblich in sie verliebt. Flamant arrangiert es, für eine eigene Büste Modell sitzen zu können. Als das Werk vollendet ist, gesteht er der Künstlerin seine Liebe und macht ihr einen Heiratsantrag, doch sie weist ihn ab. Dennoch liebt sie Flamant und ruft nach seinem Weggang weinend aus: „O Gott. Wie sehr ich ihn liebe! Und doch darf es nicht sein.“
Ein kleines Mädchen, ein Modell der Bildhauerin, wird Zeugin des Gefühlsausbruchs. Sie begibt sich zum Palast Flamants und offenbart ihm die Wahrheit. Dieser eilt mit dem Mädchen auf dem Arm zum Studio der Bildhauerin, wo er ihre Bedenken zerstreuen kann und mit einem neuerlichen Heiratsantrag Erfolg hat.

## Produktionsnotizen
The Roue’s Heart ist ein One-Reeler auf 35-mm-Film mit einer Länge von 755 Fuß. Der Film wurde am 8. März 1909 beim United States Copyright Office registriert und kam am selben Tag in die Kinos.

## Kritik
The Moving Picture World veröffentlichte in ihren Ausgaben vom 6. und 13. März 1909 knappe Inhaltsangaben. Der Rezensent hob die herausragende Liebe zum Detail und das ungewöhnlich attraktive Bühnenbild hervor. Das Publikum folge manchen Szenen atemlos, insbesondere dem zurückgewiesenen ersten Heiratsantrag.